# Biserica Sfântul Zaharia din Veneția
Biserica Sfântul Zaharia (în italiană Chiesa di San Zaccaria) este un lăcaș de cult din Veneția (nordul Italiei), închinat Sfântului Zaharia, tatăl lui Ioan Botezătorul, al cărui corp se presupune că s-ar afla aici (sub al doilea altar din dreapta). Este un edificiu încăpător, situat în liniștitul Campo San Zaccaria din apropiere de malul lagunei, la sud-est de Bazilica San Marco.

## Istoric
Prima biserică de pe acest loc a fost ctitorită de dogele Giustiniano Partecipazio în secolul al IX-lea, iar opt dogi sunt îngropați în cripta care există și astăzi. Biserica originală în stil romanic a fost reconstruită pe la 1170 (când s-a construit actuala campanilă) și a fost înlocuită cu o biserică gotică în secolul al XIV-lea. Biserica a fost atașat unei mănăstiri benedictine, care a fost vizitată de doge și de întreaga Signorie în fiecare an, de Paști, într-o ceremonie care includea purtarea cornului (coiful ducal), însemnul demnității sale. Această tradiție a început după ce călugării au donat teren pentru extinderea Pieței San Marco în secolul al XII-lea și s-a încheiat în 1797, odată cu sfârșitul republicii. Călugărițele din această mănăstire proveneau din familii nobile proeminente și aveau o reputație rebelă. Stareța era de obicei înrudită cu dogele.
Biserica actuală a fost construită într-un amestec de stiluri gotic și renascentist între 1458 și 1515. Construcția edificiului a fost începută în stil gotic, după proiectul arhitectului Antonio Gambello, dar partea de sus a fațadei cu ferestre arcuite și coloane, precum și părțile superioare ale interiorului au fost completate, 70 de ani mai târziu, în stil renascentist timpuriu de Mauro Codussi (ortografiat și Coducci). Codussi a îmbogățit, de asemenea, fațada cu panouri renascentiste. Fațada este un amestec venețian armonios de stiluri gotic târziu și renascentist.

## Descriere

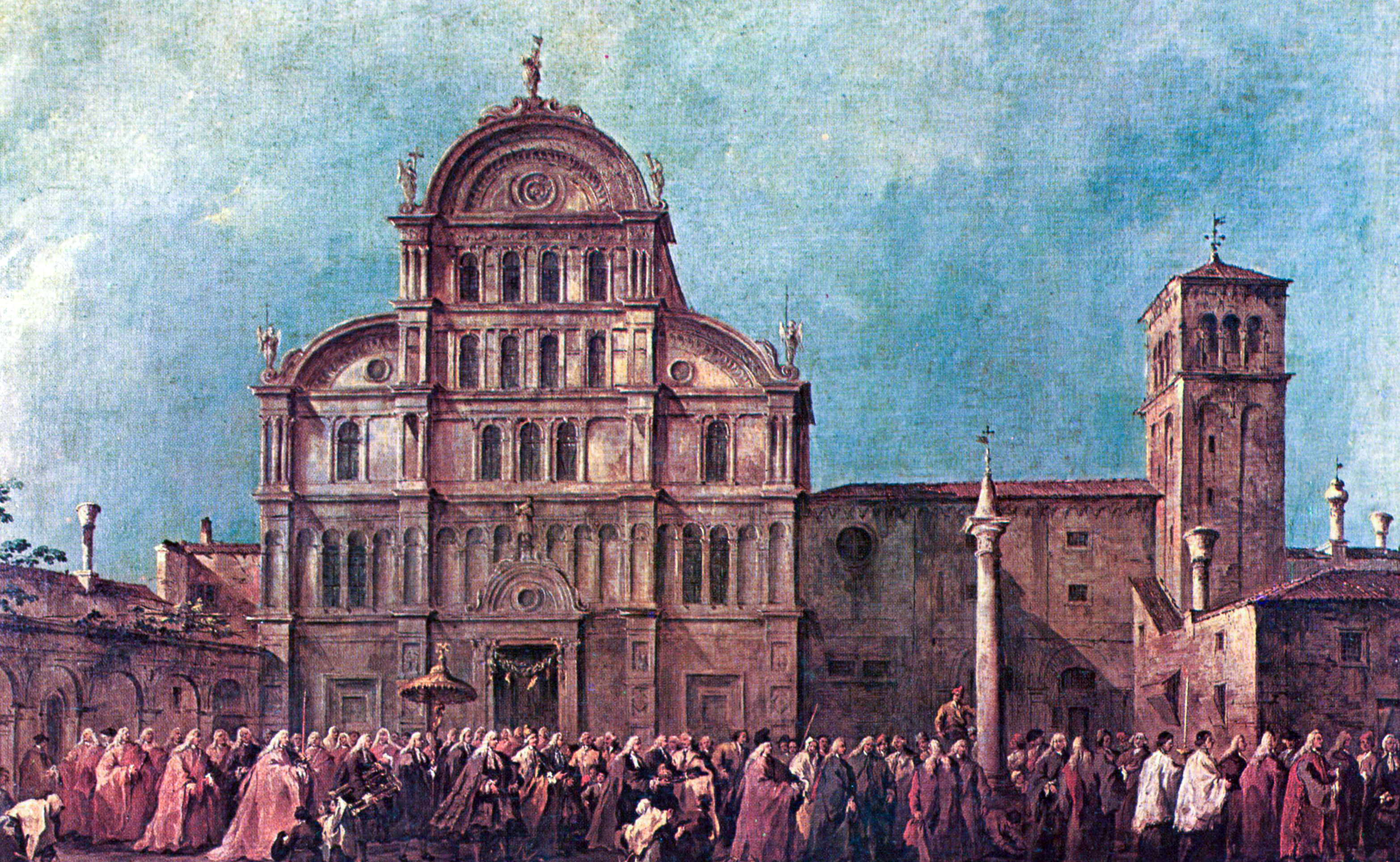
Biserica Sfântul Zaharia din Veneția, 1770-1775, Francesco Guardi, Muzeul Luvru, Paris

Interiorul bisericii are o absidă, înconjurată de un pasaj ambulatoriu luminat prin ferestre gotice înalte, o trăsătură tipică a arhitecturii bisericești din nordul Europei care este unică în Veneția. Aproape fiecare perete este acoperit cu picturi realizate de artiști din secolele al XVII-lea și al XVIII-lea. Biserica conține una din cele mai renumite opere ale lui Giovanni Bellini, pictura Madona pe tron cu pruncul și sfinții, situată deasupra altarului. Pereții laterali sunt acoperiți în întregime cu picturi realizate de alți artiști printre care Tintoretto, Angelo Trevisani, Giuseppe Salviati, Antonio Balestra, Giovanni Domenico Tiepolo, Palma cel Bătrân și Van Dyck.
Artistul Alessandro Vittoria este îngropat în biserică, pe mormântul său aflându-se un bust realizat chiar de el.
Moaștele lui Atanasie din Alexandria sunt păstrate în biserică.

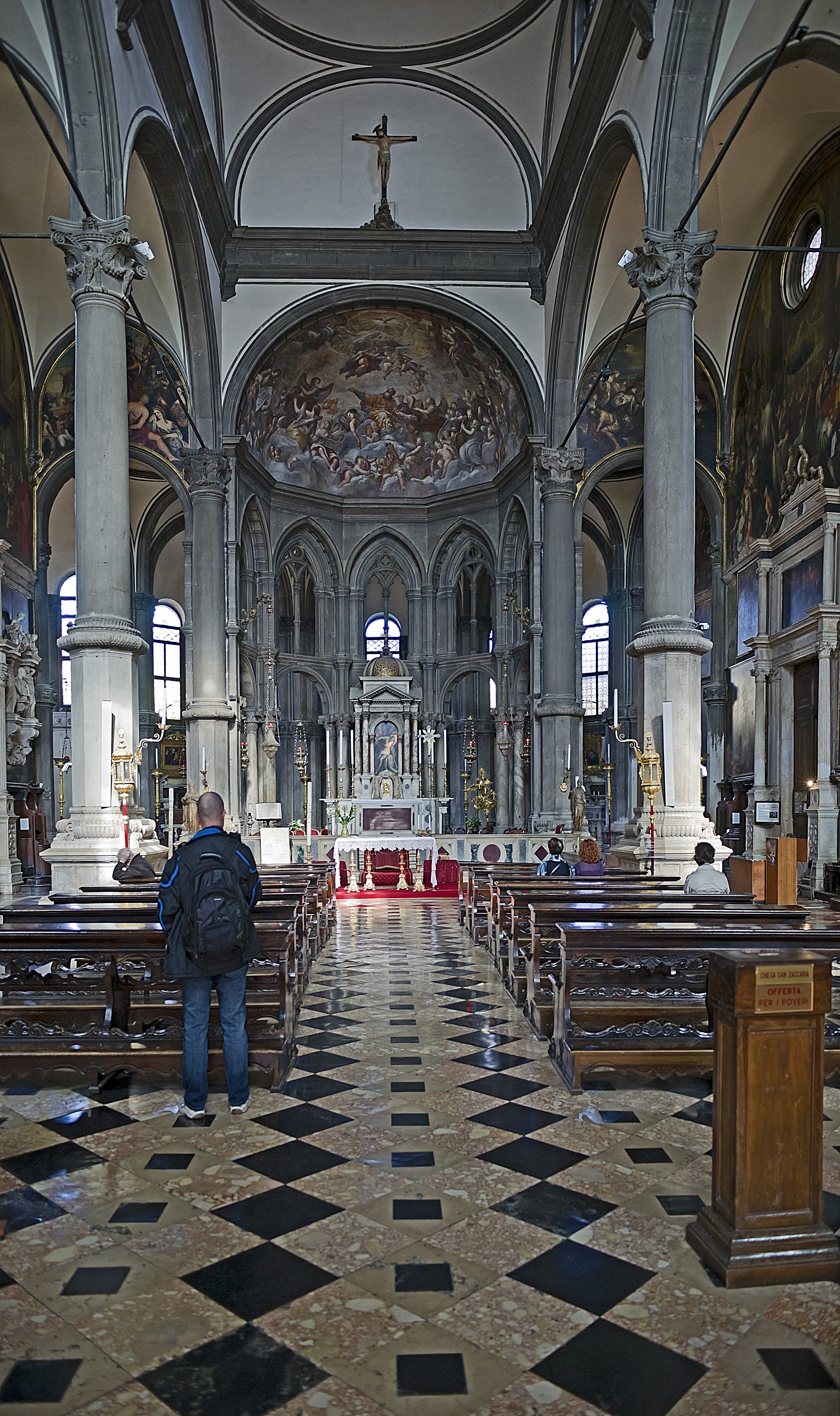
Interior
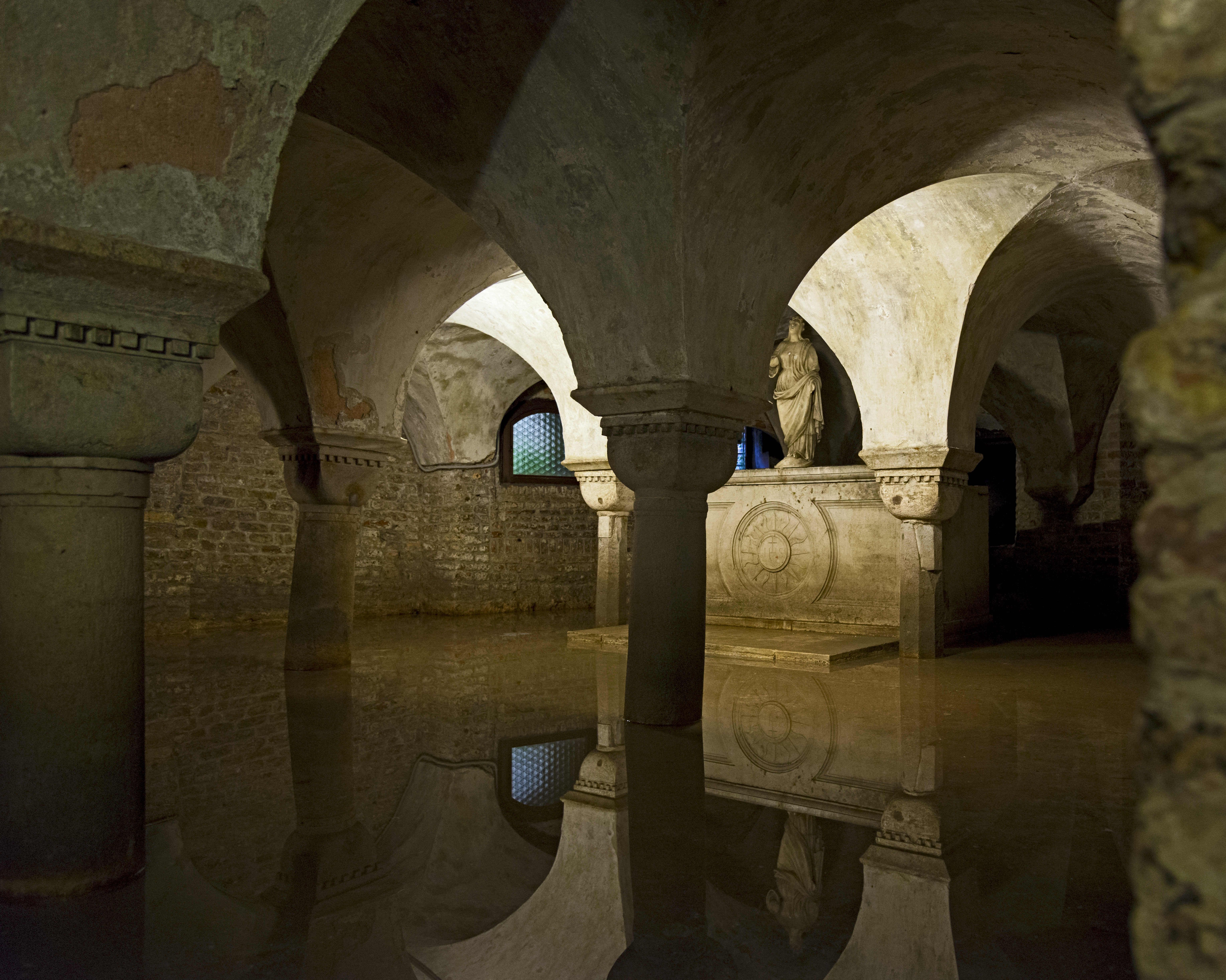
Cripta
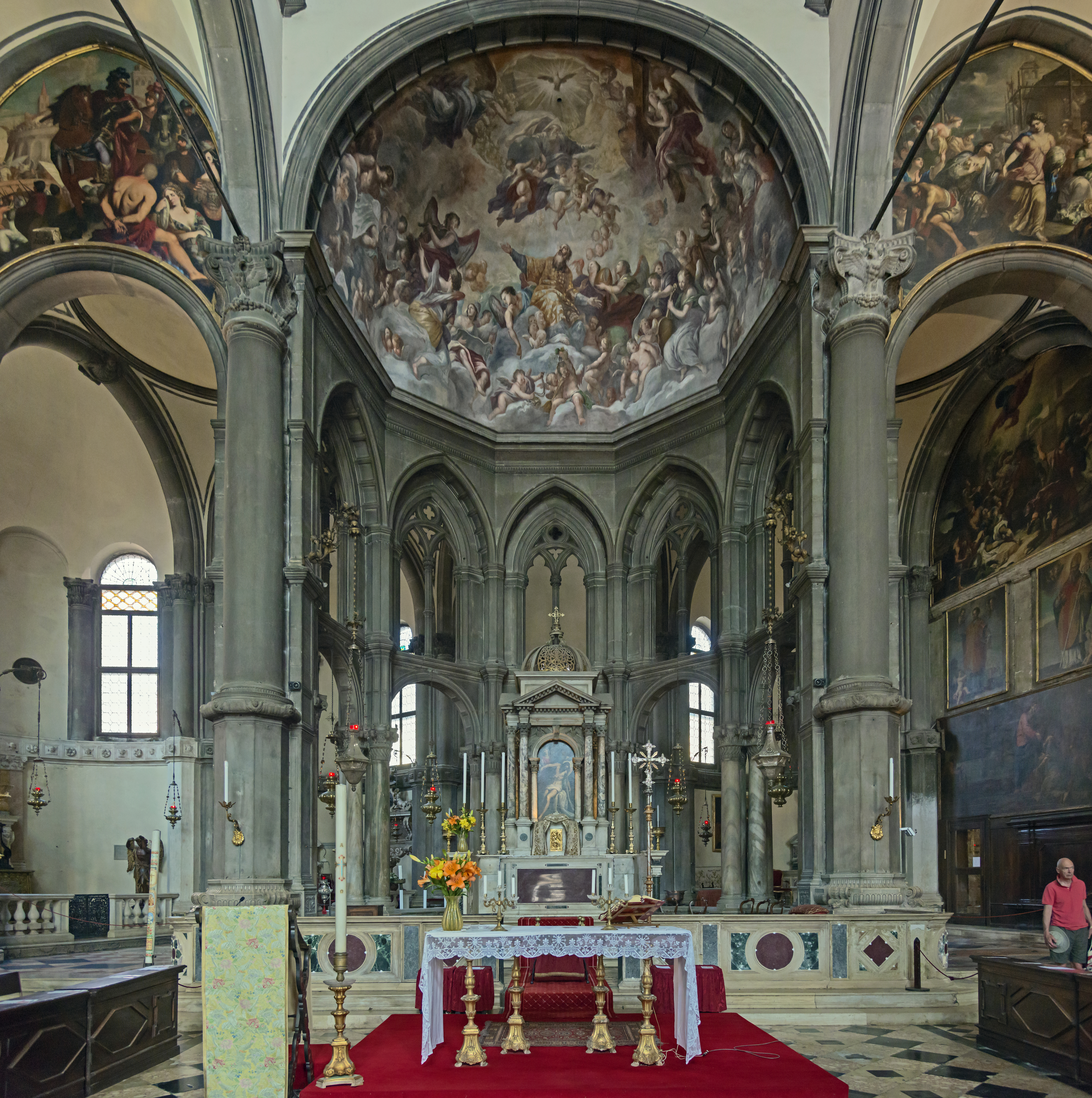
Corul
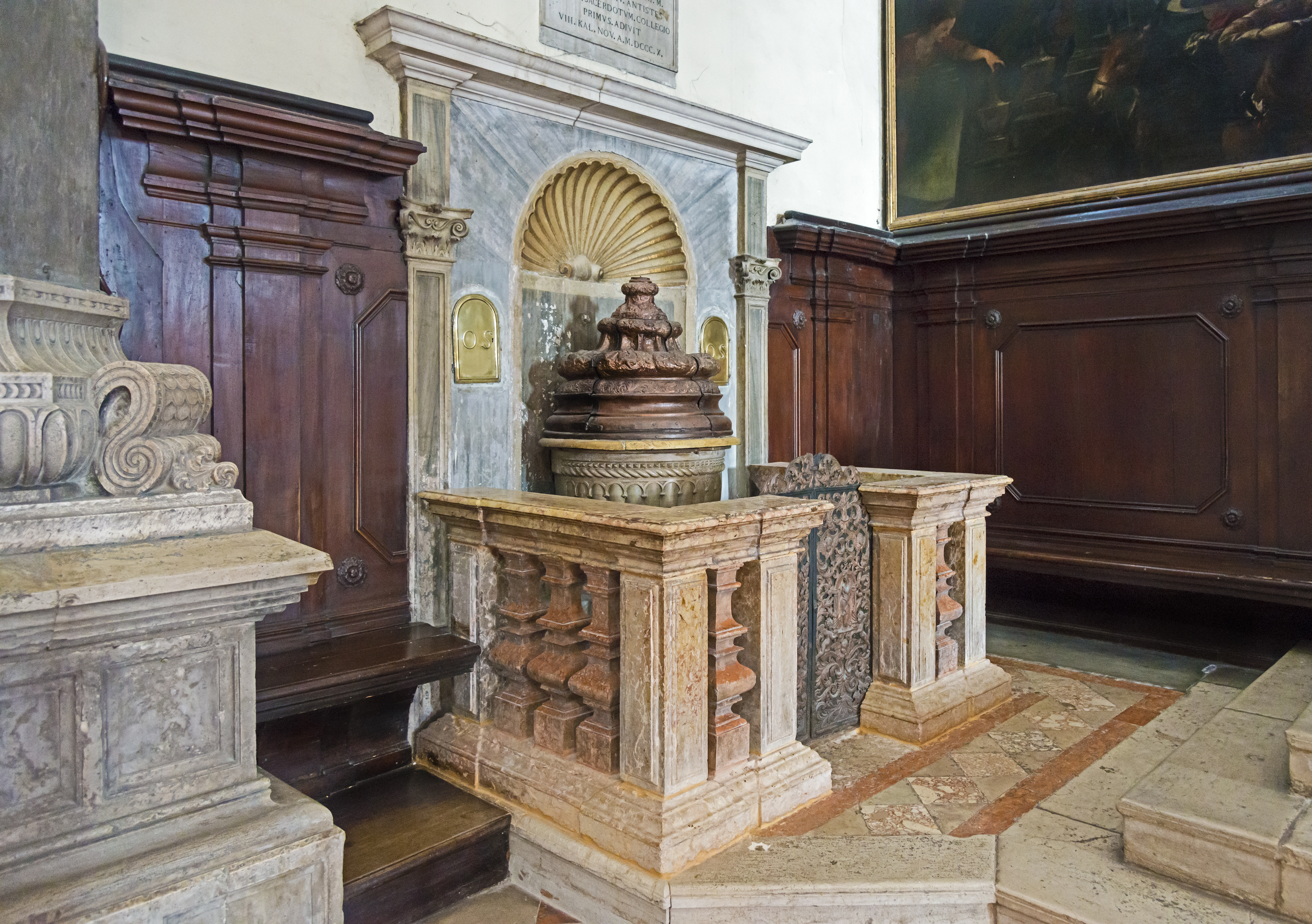
Cristelniță
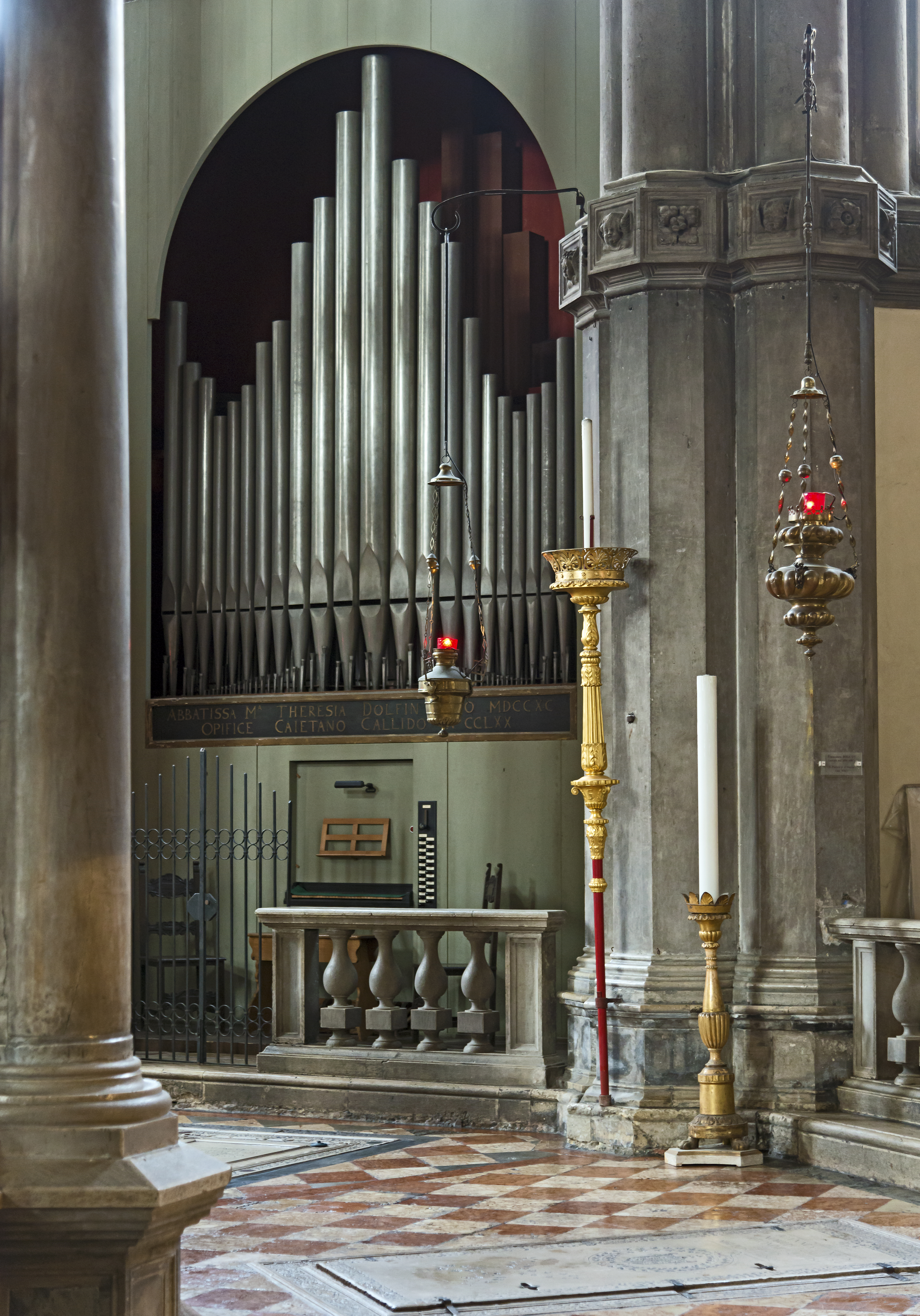
Orga lui Gaetano Callido

## Lucrări prezent în biserică

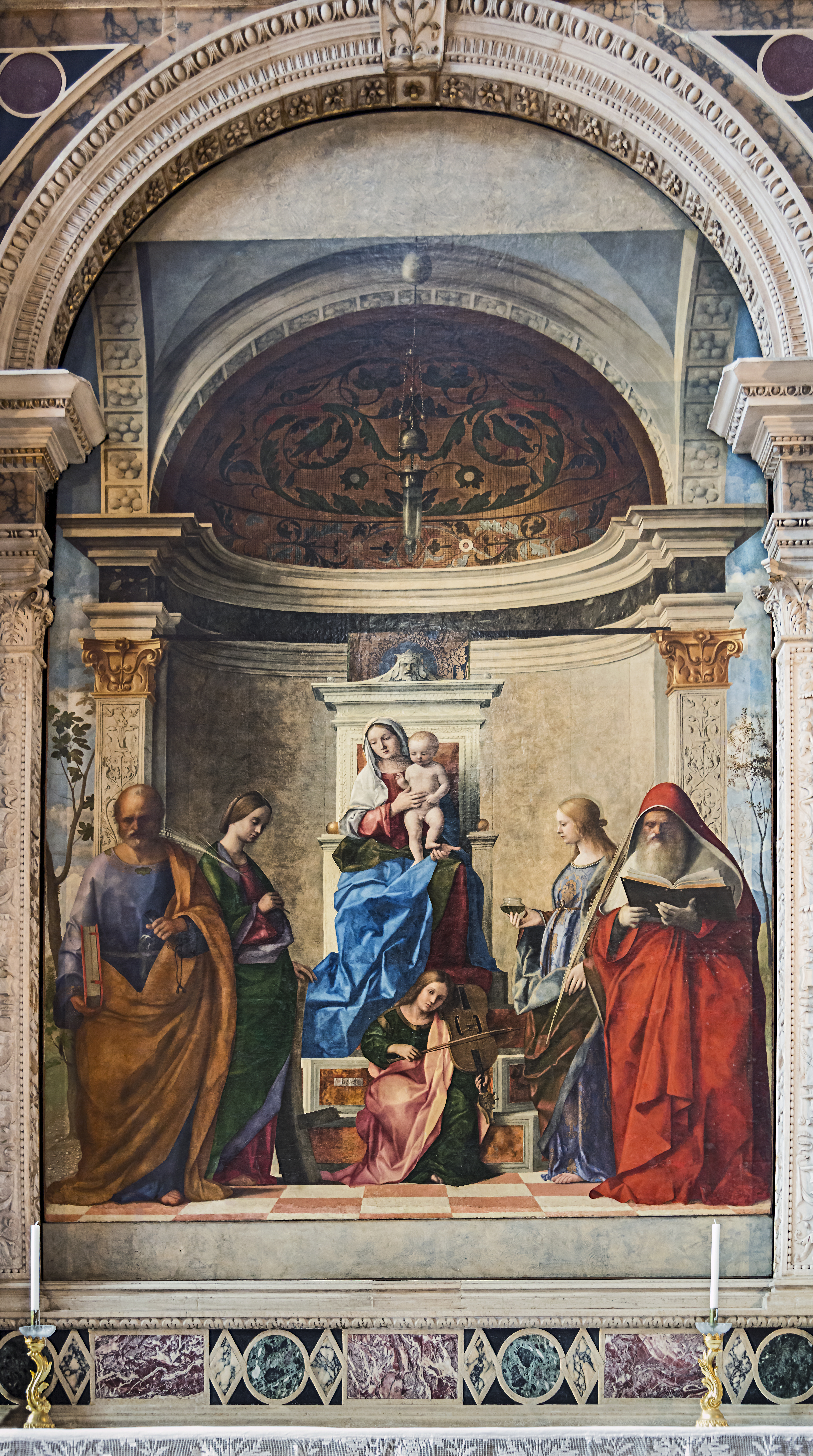
Madona pe tron cu pruncul și sfinții, pictură din altar realizată de Giovanni Bellini.
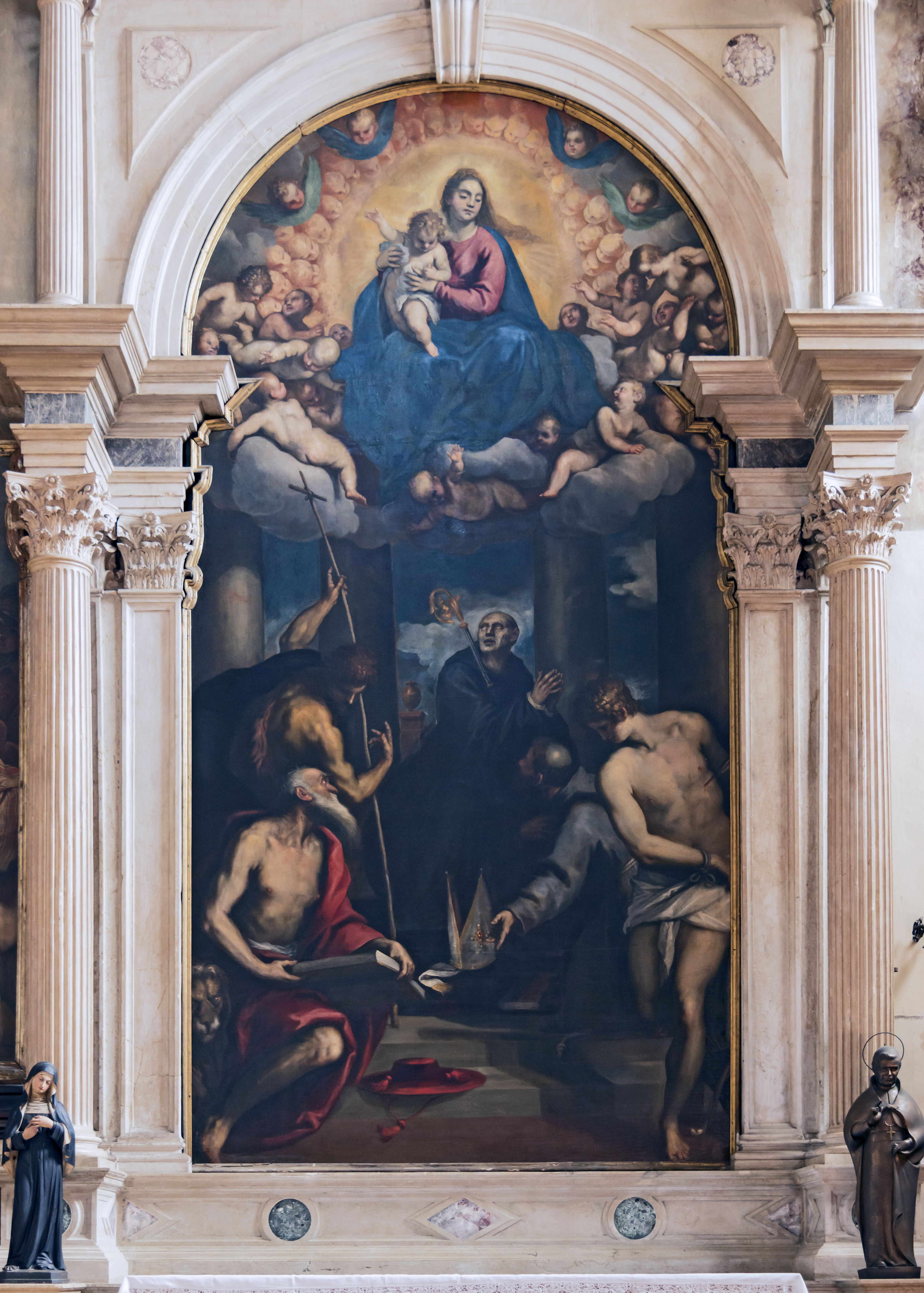
Madonna col bambino, san Benedetto e altri santi Palma il giovani
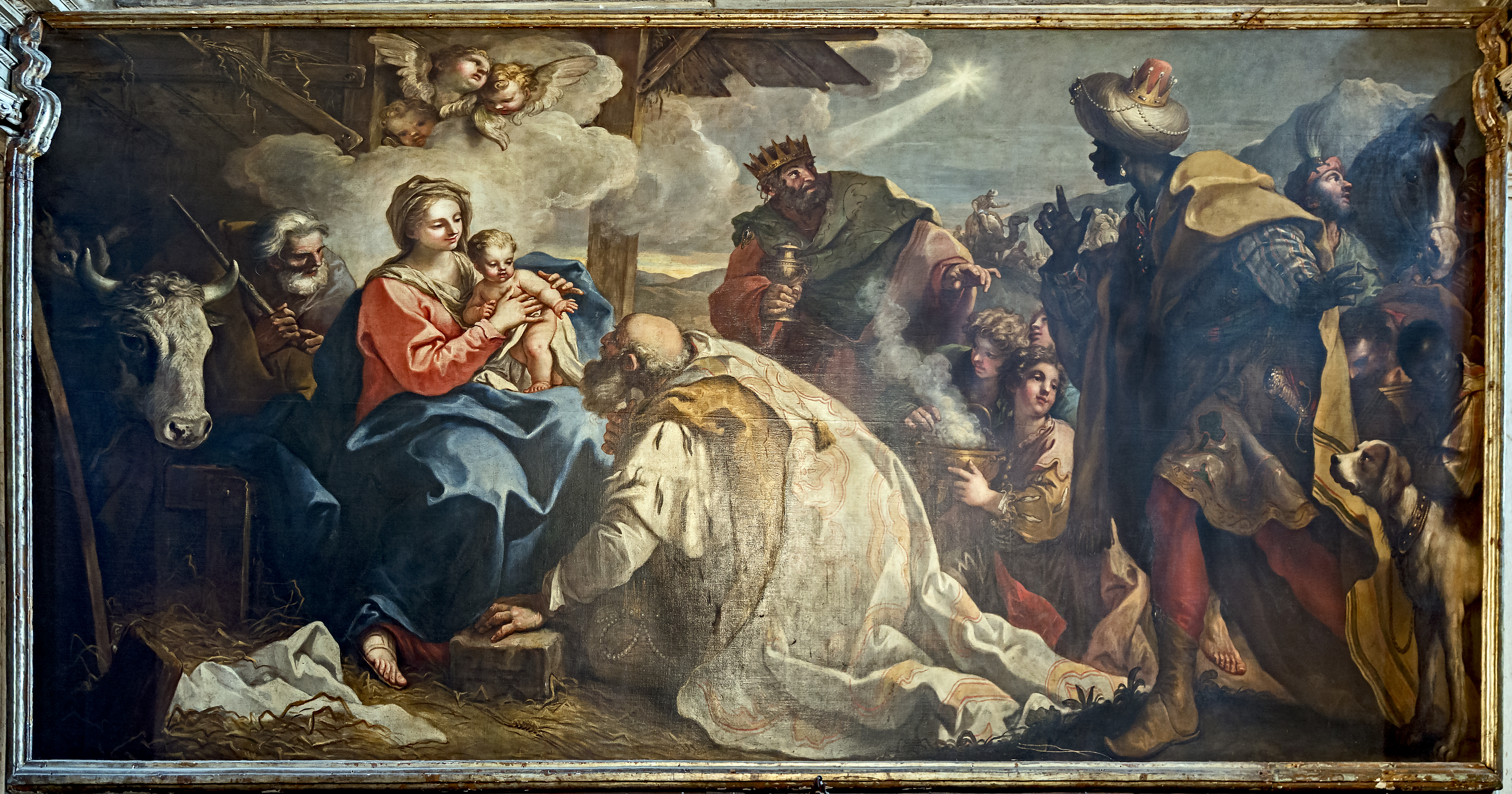
Adorazione dei Magi  Niccolò Bambini
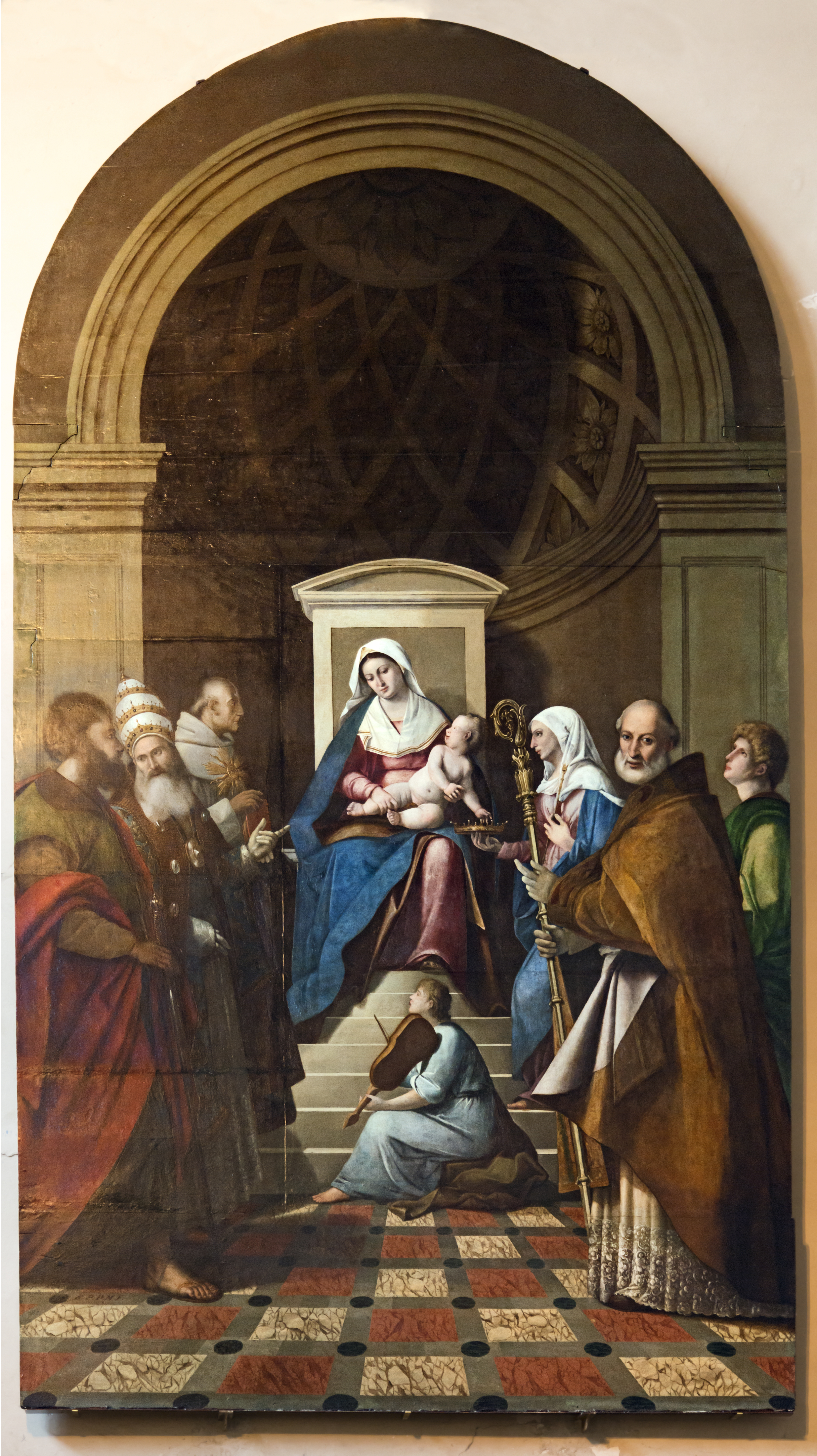
Capelle di Sant’Atanasio Madonna col Bambino e santi Palma il Vecchio